# Fred Holland Day
Fred Holland Day o F. Holland Day (Boston, 8 luglio 1864 – Norwood, 12 novembre 1933) è stato un fotografo e editore statunitense.

## Vita

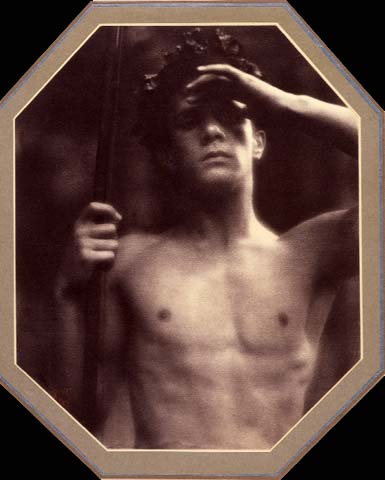
Day, Fred Holland: Nudo maschile.

Day apparteneva al movimento pittorialista, che considerava la fotografia come appartenente alle belle arti. Le sue immagini alludono all'antichità classica nella posa, nella composizione e spesso nel tema. Spesso Day creò un'unica stampa dal negativo. 
Egli usava soltanto il processo al platino, insoddisfatto da tutti gli altri, e perse interesse verso la fotografia quando il platino divenne impossibile da trovare a seguito della Rivoluzione d'ottobre in Russia.
All'inizio del XX secolo, la sua influenza e la sua reputazione come fotografo rivaleggiavano con quella di Alfred Stieglitz, la cui fama avrebbe più tardi eclissato la sua. 
Il punto di maggior successo della carriera fotografica di Day fu probabilmente la mostra fotografica alla Royal Photographic Society nel 1900. Vi furono esibite 375 immagini di 42 fotografi. 103 di queste immagini erano di Day, e gli valsero sia ampie lodi che critiche spietate da parte dei recensori.

## Controversie e vita sessuale
La vita e il lavoro di Day sono sempre stati controversi. I soggetti delle sue immagini erano spesso nudi maschili di adolescenti.
Pam Roberts, nel libro F. Holland Day (Waanders Pub, 2001; catalogo di una mostra su Day nel Museo Van Gogh di Amsterdam) scrisse: 
Day dedicò molto tempo agli adolescenti immigrati a Boston, insegnando loro a leggere e seguendoli negli studi. Uno in particolare, il tredicenne immigrato libanese Khalil Gibran, divenne celebre come autore del libro Il profeta.

## Fama

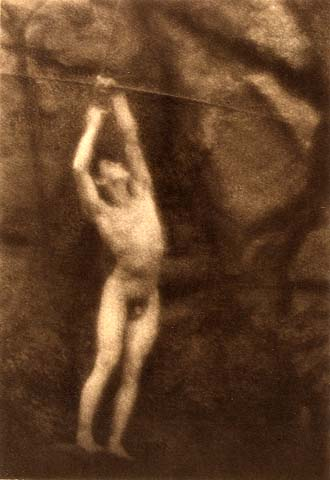
Fred Holland Day: Nudo maschile.

Day, fino alla riscoperta dei nostri tempi, fu completamente dimenticato dai suoi contemporanei per una serie di ragioni: fu eclissato dal suo rivale, Stieglitz; la fotografia pittorialista passò di moda; gran parte delle sue stampe e dei suoi negativi fu disastrosamente perduta in un incendio, nel 1904. Infine, Day stesso perse interesse per la fotografia e se ne ritirò spontaneamente.

## Museo
La casa di Day al 93 Day Street, a Norwood (Massachusetts), è oggi un museo, ed anche sede della "Norwood Historical Society".